# Federico Páez
Federico Páez Chiriboga (Quito, 1876 – Quito, 1974) foi um engenheiro e político equatoriano. Sob filiação do Partido Socialista do Equador, ocupou o cargo de presidente de seu país entre 26 de setembro de 1935 e 22 de outubro de 1937.